# Jack McLoughlin
Jack Alan McLoughlin (Austrália, 1º de fevereiro de 1995) é um nadador australiano. Jack competiu nos Jogos Olímpicos de Verão de 2020 e garantiu uma medalha de prata para o país na modalidade de 400 metros livre masculino.